# Ralf Kleber
Ralf Kleber (* 1966 in Kaiserslautern) ist ein deutscher Betriebswirt und Manager. Er leitete die deutsche Niederlassung von Amazon für 20 Jahre und übergab diese Funktion mit 1. Januar 2022 an Rocco Bräuniger, der seit 2006 bei Amazon arbeitet. Unter Klebers Führung wurde Deutschland der wichtigste Auslandsmarkt des US-amerikanischen Online-Versandhändlers. 2020 betrug der hiesige Jahresumsatz 24,7 Milliarden Euro. Als Experte für E-Commerce ist Ralf Kleber seit Jahren ein gefragter Interviewpartner überregionaler Medien.

## Laufbahn
Ralf Kleber wurde 1966 in Kaiserslautern geboren. Er spielte Fußball in einem Verein und besuchte das Gymnasium am Rittersberg. 1985 machte Kleber dort sein Abitur. Er studierte Betriebswirtschaft und schloss mit dem Diplom ab.
Er war zehn Jahre bei der Luxusmode-Marke Escada tätig.
1999 wechselte Ralf Kleber zu Amazon, das zu diesem Zeitpunkt als Start-up-Unternehmen erst ein Jahr in Deutschland tätig war. Dort war Kleber zunächst für Finanzen und Controlling zuständig.
In Hallbergmoos in Bayern waren damals 400 Mitarbeiter beschäftigt. Später zog das Unternehmen nach München. Die Zahl der Beschäftigten wuchs auf 12.000 im Jahr 2014.
Ab 2002 leitete Ralf Kleber das Geschäft von Amazon in Deutschland. In dieser Zeit wurde Deutschland der wichtigste Auslandsmarkt. Im Jahr 2020 erwirtschaftete der US-amerikanische Online-Versandhändler einen Umsatz von 24,7 Milliarden Euro in Deutschland. Als Prinzip seines Teammanagements nannte Ralf Kleber das „Führen auf Augenhöhe“.

## Ehrenamtliches Engagement
Zusammen mit Marcel Reif und anderen Persönlichkeiten wurde Ralf Kleber 2016 Mitglied im Teufelsrat. Dabei handelte es sich um ein ehrenamtliches Gremium, das den Vorstand des 1. FC Kaiserslautern berät. An seinem Wohnort im bayerischen Fünfseenland ist Kleber der Betreuer einer Jugend-Fußballmannschaft.

## Sonstiges
Bei der Kongress-Reihe Bits & Pretzels fungierte Ralf Kleber als Table Captain.